# Vincenzo De Filpo
Vincenzo De Filpo (Viggianello, 21 aprile 1832 – Viggianello, 14 gennaio 1900) è stato un politico italiano, senatore del Regno d'Italia a partire dalla XVIII legislatura. Era figlio dell'avvocato Luigi de Filpo di Viggianello e della Sign. Giuseppina Andreassi, aveva sposato la Sign. Luisa Rocco figlia del barone Giovanni Rocco di Morano Calabro, ed ebbe quattro figli: Luigi ,Giovanni, Giuseppe e Giuseppina. Luigi era un avvocato del foro di Lagonegro, Giovanni medico,  aveva sposato una Sign. di Viggianello. Giuseppina aveva sposato un appartenente alla famiglia de Rinaldis di Rotonda ; mentre l'avvocato Giuseppe aveva sposato la Sign. Beatrice Senise, figlia del prefetto Carmine Senise di Corleto. Dal matrimonio dell'avv, Giuseppe nacquero 8 figli. il senatore De Filpo era nonno dell'onorevole avv. Luigi De Filpo, parlamentare del partito comunista all'assemblea costituente e sottosegretario di stato al ministero delle poste ed al ministero dell'agricoltura.